# ガウス (単位)
ガウス（gauss, 記号: G）は、CGS電磁単位系・ガウス単位系における磁束密度の単位である。その名前は、ドイツの物理学者・数学者・天文学者であるカール・フリードリヒ・ガウスにちなむ。
1ガウスは、磁束の方向に垂直な面の1平方センチメートル (cm2) につき1マクスウェル(Mx)の磁束密度と定義されている。すなわち、ガウスはマクスウェル毎平方センチメートル (Mx/cm2) と表すことができる。
ガウスの定義において、平方センチメートルを平方メートル (m2, 1 m2 = 104 cm2) に、マクスウェルをウェーバ (Wb, 1 Wb = 108 Mx) に置き換えると、SIの磁束密度の単位であるテスラ (T) になる。すなわち 1 T = 104 G, 1 G = 10−4 T となる。例えば1300ガウスは0.13テスラ（または130ミリテスラ）となる。
当初「ガウス」という言葉は磁場の強さの単位として用いられていた。1932年に、ガウスは現在の定義とされ、それまでのガウスはエルステッドに変更された。この変更は、磁気誘導と磁場の強さとを区別するために導入されたものである。なお、電磁単位系とガウス単位系では透磁率が無次元量なので、磁場と磁束密度は次元が同じであり、単位の区別は約束事にすぎない。
一般にはガウスは「磁石の強さ」を表す単位として広く知られていた。SIにおいてはガウスは非推奨の単位となっており、SI組立単位であるテスラの使用が推奨されている。日本においては、SIへの移行を目的として1993年に施行された新計量法において、磁束密度の単位にはテスラを使用することが定められた。それまで使われていたガウスは、約4年の移行期間を経て1997年10月1日以降、商取引等での使用が禁止されている。
| MKSA/SI      | 物理量       | 物理量 | emu      | esu/gauss  |                | MKSA/SI        | 物理量 | 物理量     | emu/gauss | esu |
| アンペア (A) | 電流         | I      | 10−1 Bi  | 10−1c      | ボルト (V)     | -              | -      | -          | -         |     |
| ボルト (V)   | 起電力・電位 | V      | 108      | 108/c      | アンペア (A)   | 起磁力・磁位   | Fm     | 10−1×4π Gb | 10−1×4πc  |     |
| オーム (Ω)   | 電気抵抗     | R      | 109      | 109/c2     | ジーメンス (S) | -              | -      | -          | -         |     |
| クーロン (C) | 電荷         | Q      | 10−1     | 10−1c Fr   | ウェーバ (Wb)  | 磁荷           | Qm     | 108/4π     | 108/4πc   |     |
| クーロン (C) | 電束         | ψ      | 10−1×4π  | 10−1×4πc   | ウェーバ (Wb)  | 磁束           | Φ      | 108 Mx     | 108/c     |     |
| ファラド (F) | 静電容量     | C      | 10−9     | 10−9c2     | ヘンリー (H)   | インダクタンス | L      | 109        | 109/c2    |     |
| V/m          | 電場         | E      | 106      | 106/c      | A/m            | 磁場           | H      | 10−3×4π Oe | 10−3×4πc  |     |
| V/m          | -            | -      | -        | -          | A/m            | 磁化           | M      | 10−3       | 10−3/c    |     |
| C/m2         | 電束密度     | D      | 10−5×4π  | 10−5×4πc   | テスラ (T)     | 磁束密度       | B      | 104 G      | 104/c     |     |
| C/m2         | 電気分極     | P      | 10−5     | 10−5×c     | テスラ (T)     | 磁気分極       | Pm     | 104/4π     | 104/4πc   |     |
| F/m          | 誘電率       | ε      | 10−11×4π | 10−11×4πc2 | H/m            | 透磁率         | μ      | 107/4π     | 107/4πc2  |     |
| 表の見方     |              |        |          |            |                |                |        |            |           |     |